# Tetraloniella cressoniana
Tetraloniella cressoniana là một loài Hymenoptera trong họ Apidae. Loài này được Cockerell mô tả khoa học năm 1905.